# Вратислав Чех
Вратислав Чех (чеськ. Vratislav Čech; 22 лютого 1912 — 8 вересня 1974) — чеський футболіст, нападник і захисник, гравець збірної Чехословаччини.

## Спортивна кар'єра
Грав за «Богеміанс» Прага у 1931—1935 роках. В сезоні 1931-32 зіграв три матчі, а його клуб став третім призером турніру. В двох наступних чемпіонатах не зіграв жодного матчу, а ось у сезоні 1934-35 був одним з ключових гравців «Богеміанса» і його найкращим бомбардиром — 12 голів в 17 матчах. Клуб загалом виступив невдало і вперше вилетів з вищого дивізіону. У вересні 1935 року «Богеміанс» створив сенсацію в Середньочеському кубку, коли в півфіналі обіграв празьку «Спарту» з рахунком 2:1. Рахунок на початку матчу відкрив лідер «Спарти» Раймон Брен, але ще до перерви Чех зрівняв рахунок з передачі зіркового ветерана Йозефа Сильного, а в другому таймі Вратислав приніс перемогу «Богеміансу». Через напружений графік матчів, фінал турніру проти «Славії» відбувся на наступний день 29 вересня. «Богеміанс» зміг протриматись 60 хвилин, але в останні 30 хвилин матчу отримав чотири голи, на які зумів відповісти лише одним голом Чеха — 1:4.
Далі грав у клубі «Вікторія» Жижков (1936—1941). В сезоні 1936-37 забив за «Вікторію» 21 гол, але в наступні роки подібної результативності не демонстрував, зокрема й через те, що згодом перейшов на позицію захисника. В 1940 році з «Вікторією» став переможцем Середньочеського кубка. У фінальному матчі проти «Спарти» команда Вратислава, який грав в обороні, здобула перемогу з рахунком 5:3, але матч вийшов скандальним і Чех був одним з ініціаторів суперечок. В середині другого тайму він отримав вилучення за образу судді. Загалом п'ять футболістів з обох команд після матчу отримали різні покарання, але саме Чехові дісталося найбільше — чотири місяці дискваліфікації.
Загалом провів 119 матчів у Вищій лізі Чехословаччини та забив 39 голів. Також виступав за «СК Нусле» (1942—1943).
Зіграв два матчі за збірну Чехословаччини в 1934—1936 роках і забив три голи (2 проти Австрії, 1 проти Німеччини).

## Титули і досягнення
- Бронзовий призер чемпіонату Чехословаччини (1):

«Богеміанс» Прага: 1932
- Володар Середньочеського кубка (1):

«Вікторія» Жижков: 1940
- Фіналіст Середньочеського кубка (1):

«Богеміанс» Прага: 1935